# Världsmästerskapen i nordisk skidsport 2019
Världsmästerskapen i nordisk skidsport 2019 avgjordes i Seefeld in Tirol i Tyrolen i Österrike 20 februari–3 mars 2019. Det stod klart då orten vunnit omröstningen om arrangörskapet mot Oberstdorf i Bayern i Tyskland på FIS-kongressen i Barcelona i Spanien den 5 juni 2014.

## Medaljöversikt

### Medaljtabell
| Pl.                   | Nation                | Guld | Silver | Brons | Totalt |
| --------------------- | --------------------- | ---- | ------ | ----- | ------ |
| 1                     | Norge                 | 13   | 5      | 7     | 25     |
| 2                     | Tyskland              | 6    | 3      | 0     | 9      |
| 3                     | Sverige               | 2    | 2      | 1     | 5      |
| 4                     | Polen                 | 1    | 1      | 0     | 2      |
| 5                     | Ryssland              | 0    | 5      | 3     | 8      |
| 6                     | Österrike             | 0    | 4      | 5     | 9      |
| 7                     | Italien               | 0    | 1      | 1     | 2      |
| 8                     | Slovenien             | 0    | 1      | 0     | 1      |
| 9                     | Japan                 | 0    | 0      | 2     | 2      |
| 10                    | Finland               | 0    | 0      | 1     | 1      |
| 10                    | Frankrike             | 0    | 0      | 1     | 1      |
| 10                    | Schweiz               | 0    | 0      | 1     | 1      |
| Totalt antal medaljer | Totalt antal medaljer | 22   | 22     | 22    | 66     |

### Backhoppning

#### Herrar
class="wikitable" style="font-size:90%;vertical-align:top;;"
 style="vertical-align:top;"
 style="vertical-align:top;"
 style="vertical-align:top;"
| Disciplin               | Guld                                                                   | Silver                                                                 | Brons                                                          |
| Normalbacke             | Dawid Kubacki                                                          | Kamil Stoch                                                            | Stefan Kraft                                                   |
| Stor backe              | Markus Eisenbichler                                                    | Karl Geiger                                                            | Killian Peier                                                  |
| Lagtävling i stor backe | Tyskland Karl Geiger Richard Freitag Stephan Leyhe Markus Eisenbichler | Österrike Philipp Aschenwald Michael Hayböck Daniel Huber Stefan Kraft | Japan Yukiya Satō Daiki Itō Junshirō Kobayashi Ryōyū Kobayashi |

#### Damer
class="wikitable" style="font-size:90%;vertical-align:top;;"
 style="vertical-align:top;"
 style="vertical-align:top;"
| Disciplin                | Guld                                                                  | Silver                                                                                 | Brons                                                                     |
| Normalbacke              | Maren Lundby                                                          | Katharina Althaus                                                                      | Daniela Iraschko-Stolz                                                    |
| Lagtävling i normalbacke | Tyskland Juliane Seyfarth Ramona Straub Carina Vogt Katharina Althaus | Österrike Eva Pinkelnig Jacqueline Seifriedsberger Chiara Hölzl Daniela Iraschko-Stolz | Norge Anna Odine Strøm Ingebjørg Saglien Bråten Silje Opseth Maren Lundby |

#### Mix
class="wikitable" style="font-size:90%;vertical-align:top;;"
 style="vertical-align:top;"
| Disciplin                | Guld                                                                        | Silver                                                                         | Brons                                                                 |
| Lagtävling i normalbacke | Tyskland Katharina Althaus Markus Eisenbichler Juliane Seyfarth Karl Geiger | Österrike Eva Pinkelnig Philipp Aschenwald Daniela Iraschko-Stolz Stefan Kraft | Norge Anna Odine Strøm Robert Johansson Maren Lundby Andreas Stjernen |

### Längdåkning
- K: Klassisk stil
- F: Fristil

#### Herrar
class="wikitable" style="font-size:90%;vertical-align:top;;"
 style="vertical-align:top;"
 style="vertical-align:top;"
 style="vertical-align:top;"
 style="vertical-align:top;"
 style="vertical-align:top;"
 style="vertical-align:top;"
| Disciplin                   | Guld                                                                        | Silver                                                                            | Brons                                                                         |
| Sprint (F)                  | Johannes Høsflot Klæbo                                                      | Federico Pellegrino                                                               | Gleb Retivych                                                                 |
| Skiathlon 15 + 15 km (K+F)  | Sjur Røthe                                                                  | Aleksandr Bolsjunov                                                               | Martin Johnsrud Sundby                                                        |
| Lagsprint (K)               | Norge Emil Iversen Johannes Høsflot Klæbo                                   | Ryssland Gleb Retivych Aleksandr Bolsjunov                                        | Italien Francesco De Fabiani Federico Pellegrino                              |
| 15 km intervallstart (K)    | Martin Johnsrud Sundby                                                      | Aleksandr Bessmertnych                                                            | Iivo Niskanen                                                                 |
| Stafett 4 × 10 km (K+K+F+F) | Norge Emil Iversen Martin Johnsrud Sundby Sjur Røthe Johannes Høsflot Klæbo | Ryssland Andrej Larkov Aleksandr Bessmertnych Aleksandr Bolsjunov Sergej Ustiugov | Frankrike Adrien Backscheider Maurice Manificat Clément Parisse Richard Jouve |
| 50 km masstart (F)          | Hans Christer Holund                                                        | Aleksandr Bolsjunov                                                               | Sjur Røthe                                                                    |

#### Damer
class="wikitable" style="font-size:90%;vertical-align:top;;"
 style="vertical-align:top;"
 style="vertical-align:top;"
 style="vertical-align:top;"
 style="vertical-align:top;"
 style="vertical-align:top;"
 style="vertical-align:top;"
| Disciplin                    | Guld                                                                | Silver                                                                   | Brons                                                                              |
| Sprint (F)                   | Maiken Caspersen Falla                                              | Stina Nilsson                                                            | Mari Eide                                                                          |
| Skiathlon 7,5 + 7,5 km (K+F) | Therese Johaug                                                      | Ingvild Flugstad Østberg                                                 | Natalja Neprjajeva                                                                 |
| Lagsprint (K)                | Sverige Stina Nilsson Maja Dahlqvist                                | Slovenien Katja Višnar Anamarija Lampič                                  | Norge Maiken Caspersen Falla Ingvild Flugstad Østberg                              |
| 10 km intervallstart (K)     | Therese Johaug                                                      | Frida Karlsson                                                           | Ingvild Flugstad Østberg                                                           |
| Stafett 4 × 5 km (K+K+F+F)   | Sverige Ebba Andersson Frida Karlsson Charlotte Kalla Stina Nilsson | Norge Heidi Weng Ingvild Flugstad Østberg Astrid Jacobsen Therese Johaug | Ryssland Julija Belorukova Anastasija Sedova Anna Netjajevskaja Natalja Neprjajeva |
| 30 km masstart (F)           | Therese Johaug                                                      | Ingvild Flugstad Østberg                                                 | Frida Karlsson                                                                     |

### Nordisk kombination
class="wikitable" style="font-size:90%;vertical-align:top;;"
 style="vertical-align:top;"
 style="vertical-align:top;"
 style="vertical-align:top;"
 style="vertical-align:top;"
| Disciplin                           | Guld                                                               | Silver                                                             | Brons                                                                 |
| Normalbacke + 10 km                 | Jarl Magnus Riiber                                                 | Bernhard Gruber                                                    | Akito Watabe                                                          |
| Stor backe + 10 km                  | Eric Frenzel                                                       | Jan Schmid                                                         | Franz-Josef Rehrl                                                     |
| Lagtävling, normalbacke + 4 × 5 km  | Norge Espen Bjørnstad Jan Schmid Jørgen Graabak Jarl Magnus Riiber | Tyskland Johannes Rydzek Eric Frenzel Fabian Rießle Vinzenz Geiger | Österrike Bernhard Gruber Mario Seidl Franz-Josef Rehrl Lukas Klapfer |
| Lagtävling, stor backe + 2 × 7,5 km | Tyskland Eric Frenzel Fabian Rießle                                | Norge Jan Schmid Jarl Magnus Riiber                                | Österrike Bernhard Gruber Franz-Josef Rehrl                           |

## Dopningrazzian “Operation Aderlass“ (åderlåtning)
Österrikisk polis hade i flera år gjort ett omfattande arbete för att avslöja den tyska allmänläkaren Mark Schmidt, som varit utpekad som dopingläkare i över tio år. Och när hans pappa Ansgar Schmidt åkte till Seefeld med ett gäng blodpåsar mitt under VM så valde de att slå till direkt. Fem VM-åkare greps av österrikisk polis under en razzia på VM-orten Seefeld. En av åkarna, Max Hauke, togs på bar gärning, när han fick en blodtransfusion, och samtliga fem har erkänt bloddopning. Det handlade om österrikarna Max Hauke och Dominik Baldauf, estländarna Karel Tammjärv och Andreas Veerpalu och Aleksej Poltoranin från Kazakstan. Dessutom greps fyra ledare. Efter att ha tagit del av bevisen lämnade norrmannen Trond Nystad sitt jobb som österrikisk landslagstränare och utvecklingsansvarig. Österrikes skidförbund bestämde även att Markus Gandler, chef för längdlandslaget, inte fick vara kvar.
Skandalen växte kort efter VM då även estländaren Algo Kärp och de österrikiska cyklisterna, Stefan Denifl och Georg Preidler från FDJ.fr-stallet, erkände sig skyldiga att ingå i dopningsnätverket där läkaren Schmidt pekats ut som huvudperson. Samtidigt som razzian utfördes i Seefeld slog tyska polisen till mot Schmidts läkarklinik i Erfurt, Tyskland. Polis beslagtog då ett komplett dopningslaboratorium och 40 blodpåsar som ska DNA-testas.  
Österrikaren Johannes Dürr greps också kort efter i Innsbruck med misstanke om sportrelaterade bedrägerier och att ha brutit mot österrikisk lag om dopning. Kärp och Dürr deltog inte på VM i Seefeld och tävlade sparsamt säsongen 2018/19.